# Artes plásticas de Cuba
Las artes plásticas cubanas son la expresión de la imaginería, pintura, escultura, cerámica, grabado, fotografía, arquitectura y diseño gráfico creados en Cuba. Las mismas son expresión de la pluralidad de concepciones estéticas traídas a la Isla especialmente por los colonizadores españoles y por los negros esclavos procedentes de África. Con el transcurso del tiempo y la cimentación de la Identidad Nacional Cubana se fueron creando expresiones influenciadas por el resto de Europa, América Latina y los Estados Unidos, después de la irrupción del socialismo tuvo también una marcada influencia el arte soviético yo soy pro att...    

## Inicio de las artes plásticas en Cuba
Las primeras manifestaciones de las artes plásticas cubanas debemos ubicarlas en las aldeas de los aborígenes donde se han encontrado: vasijas de barro, hachas petaloides de piedras simétricas y pulidas finamente y son lo más característico de la cultura taína. Entre los objetos de uso ceremonial o religioso abundan los cemíes que son ídolos o imágenes labrados y tallados en piedra, barro o madera, concha o madrépora y los dujos, asientos de madera dura como si fuera un banquillo de cuatro patas, cuyo espaldar terminaba muchas veces en una curva continuada con molduras simbólicas que son muy estimados por su valor, delicadeza y cuidado de la talla.
En 1592 cuando los colonizadores llevaban un tiempo aquí establecidos se fundaron las primeras villas. En 1592 se declaró ciudad a San Cristóbal de La Habana y en su escudo apareció la llave que señala la posición estratégica en el Golfo y las tres torres de sus grandes construcciones militares de defensa de la flota, que antes de zarpar para España procedentes de México y Perú, cargadas de riquezas, pasaban por el puerto de La Habana contribuyendo al esplendor de esta ciudad.
Los Castillos de La Fuerza, La Punta y de Los Tres Reyes del Morro adornaban ese escudo y en el de La Fuerza se colocó la estatua de bronce de La Bella Habana conocida después como La Giraldilla, hoy símbolo de la ciudad.
En el siglo XVI ya estaban trazadas las primeras calles y construidas las primeras iglesias. Un acta de aquella época señala que en año 1584 el pintor Juan Camargo fue el primer artista que realizó el retablo de la Parroquia Mayor.
La necesidad de priorizar la defensa ante los ataques de corsarios y piratas hizo que en la isla y naturalmente en La Habana se construyeran edificaciones militares, en segunda instancia las religiosas y posteriormente las civiles.
Las iglesias hechas de cantería o mampostería contaban casi siempre con una sola nave, su exterior era sobrio y algunas se adornaron con variantes de torres, casi siempre a un solo lado, otras agregaron naves laterales, de ahí que veamos a veces dos torrecillas octagonales que complementan armoniosamente los dos cuerpos de la fachada.
En esta forma sencilla surgieron en La Habana las iglesias de Santa Clara (1644), del Espíritu Santo (1638), de San Agustín (1633) y la de Santo Domingo que era también convento y más tarde sería la primera Universidad Pontificia de Cuba.
Algunas como las iglesias de Sancti Spíritus y de Santiago de las Vegas tenían torres con forma de cúpulas.
En el interior de las iglesias se utilizaron maderas finas en imágenes talladas y polícromas de cierto valor; candelabros, sagrarios y misales muy trabajados, que eran fundamentalmente donaciones.
Durante el siglo XVI y a partir de ahí, se edificaron viviendas y edificios con gran influencia morisca, con balcones y galerías cubiertas en el piso alto con techos y alforjas decorados.
En el siglo XVIII cristaliza la arquitectura con el llamado estilo barroco cubano.
En esta época había florecido una burguesía "criolla" que intervino en el desarrollo de la economía; Estados Unidos se independizó de Inglaterra y se convirtió en el principal consumidor de la Isla.
En España se llevó a cabo el llamado "Despotismo Ilustrado" que implicó un desarrollo bastante rápido de todo el universo cultural; los representantes en Cuba de ese gobierno emprenden la construcción de edificios públicos y la burguesía criolla construye residencias mayores y más lujosas.
La Habana se pavimenta e ilumina, se construye el primer teatro: "El Coliseo", en la Alameda de Paula. El material utilizado es de una piedra porosa y caliza dura, estas impiden la mucha decoración del barroco español.
Las iglesias utilizan arcos transversales en sus naves y techos con arcos artesonados (Iglesia de Guanabacoa, atribuida a Alejandro Hernández). En las torres de las iglesias se utilizaron espirales piramidales de mampostería, torres cuadradas y poligonales y se continúan haciendo trabajos en maderas finamente tallada.
La Catedral de La Habana se erige en 1748 surgiendo el motivo ornamental: "La Habanera Jamba" y la supresión de pedestales.
Se sabe que participaron en esa obra el gaditano Pedro de Medina y el cubano, habanero, Fernández Trevejos. Su estilo barroco está dado por el movimiento de la fachada a ambos lados de la puerta principal, el empleo de líneas ondulantes y quebradas, uso de columnas sesgadas y espirales en la cornisa.
En el interior se revistió de madera, pero, en el siglo XIX casi a finales, se cubrió de yeso como bóvedas góticas y se le añadieron pinturas decorativas.
Buenos ejemplos del barroco cubano son: la Casa de Gobierno y la Casa de Correos ambas en la Plaza de Armas, el Castillo de La Fuerza y el Templete (a excepción de La Fuerza, las demás datan del siglo XIX).

### Primeros artistas cubanos
En la iglesia parroquial de Santa María del Rosario construida entre 1760 y 1766 por José Perera y fundada por el Primer Conde de Bayona, se le decía "La Catedral de los Campos de Cuba". En su interior tiene retablos de madera dorados y pintados; allí podemos apreciar también las pinturas murales que ejecutara José Nicolás de Escalera que se valora altamente por ser el primer pintor cubano que se conoce en detalle y las escenas que ofrece retratan la sociedad de la época.
En una estampa de la leyenda familiar de la Casa Bayona aparece un negro (por vez primera) esclavo que se dice indicó a su amo las propiedades del agua mineral en el predio.
La pintura cubana aparece como tal a finales del siglo XVIII, época en que la pintura era considerada un oficio. Los artistas eran pagados por sus retratos que era el tema más frecuente.
Nicolás de Escalera fue autodidacta, pintaba copiando, captó la luminosidad de las obras cubanas. Pintó las pechinas de la iglesia de Santa María del Rosario, único ejemplo de escenas costumbristas del siglo XIX.
Aunque el pintor Escalera se dedicó fundamentalmente al tema religioso, Francisco Javier Báez (1748 - 1828) tiene en su obra retratos laicos, estampas religiosas y marcas de cigarros, las que más tarde alcanzarían gran importancia.
Un grupo de pintores extranjeros reflejaron temas de hechos militares ocurridos en aguas cubanas con un sentido ingenuo y popular.
La típica casa colonial (siglos XVII y XVIII) tenía una planta organizada alrededor de un patio circundado de arcadas. Los balcones y ventanas ornamentados con maderas preciosas torneadas, gruesas barandas en las escaleras, techos artesonados y mobiliario donde se introdujo el copero y el tinajero.
En el interior de la isla hay muestras de barroco tardío (Camagüey y Santiago de Cuba, fundamentalmente). El patio constituye uno de los lugares más hermosos por la presencia de fuentes, plantas y tinajones.
En Santiago se anticipan al utilizar las rejas de hierro de gran belleza y ornamentación.
En la Casa de la Obra Pía, la de tacón n.º 4 y en la Casa del Segundo Conde de Lagunilla se han descubierto pinturas murales que antes solo se veían en las construcciones religiosas y se extendieron hacia la arquitectura doméstica.
En el siglo XIX el estilo barroco da paso al neoclásico que hace recta la línea curvada, tranquiliza el movimiento en los moldes clásicos y la madera y la cantería se sustituyen por el hierro y el mármol.
En este siglo hay varias plazas importantes: la de Armas, la de San Francisco y la Nueva (después vieja) y la armoniosa Plaza de la Catedral. Las Avenidas: Paseo de Extramuros con numerosas fuentes, la de la India, la de los Leones, el Paseo del Prado, Galiano, Monte, el Campo de Marte, Jesús del Monte que utilizan amplios portales sostenidos por columnas. El Templete es un pequeño monumento de estilo neoclásico donde se celebró la Primera Misa de la Villa. Su interior fue decorado con tres murales, obra del pintor francés Vermay.
Excelentes ejemplos del estilo neoclásico son los Palacios de Balboa y Balaguer y el de Aldama.
El Cerro primero y el Vedado después atesoran bellas residencias con portales sombreados, rejas y cancelas de hierro y medios puntos de vidrios en colores.
En Trinidad, de gran belleza, se pueden apreciar verdaderos Palacios de lujo de influencia hispánico - mudéjar, se aprecia lo cubano en detalles decorativos y en algunas soluciones para adecuarse a nuestro clima. Muchos muros interiores y posteriores pintados por pintores populares.
En la novela Cecilia Valdés (1839) Cirilo Villaverde dice que los retratos de los dueños de la Casa Gamboa fueron hechos por Vicente Escobar y Flores, descendiente de pardos libres que tuvo la posibilidad de viajar al extranjero y estudió en la Real Academia de Bellas Artes de San Fernando, en Madrid, donde fue nombrado Pintor de Cámara de la Corte Española. Sus retratos se caracterizan por su suavidad y expresión ingenua. Es sin dudas el retratista de más gracia y fidelidad realista, captaba muy bien la psicología de sus retratados.
Al desarrollarse la industria tabacalera surge la tradición de la presentación y envase de estos; el anillo del puro y las hojas de papel que lo envolvían se adornaban con grabados elegantes, vistosos y coloridos. Esto atrajo a muchos artistas extranjeros y a cubanos como Barrera y Barañano. Estos dibujos en los grabados representaban nuestra flora y frutos, ingenios y escenas de paseos y caminos, llegó a extenderse también este arte del grabado a las cajetillas de cigarros.
Víctor Patricio de Landaluce, de origen vasco que vivió y murió en Cuba en una época eminentemente nacionalista y aunque él simpatizaba con España fue autor de muchas caricaturas donde puso de manifiesto sus críticas crueles, fue autor de "El Liborio", guajiro de guayabera y jipi que ama las peleas de gallo, y el esclavo elegante que celebra las coqueterías de las mulatas. No obstante su obra exhibe verdaderos valores pictóricos.

### Escuela de San Alejandro
En 1818 Juan Bautista Vermay, pintor francés autor de los murales del Templete funda la Escuela de San Alejandro que perdura y tiene en su haber la formación de generaciones de pintores.
En esta escuela se siguieron las formas románticas de expresión iniciada por Esteban Chartrand, de acercamiento a la naturaleza en forma sentimental e idealizada y no tuvieron en cuenta a pintores criollos ni a grabadores cuyas obras no eran muy académicas pero apresaban la singularidad del cubano. Algunos autores cubanos se forjaron en el extranjero o vivieron largo tiempo en Europa por lo que sus obras no reflejaron la realidad de Cuba. José Joaquín Tejada (1867 - 1943) tuvo un acercamiento sentimental a Cuba fundamentalmente al paisaje. Logró dominar la técnica y su obra "La Lista de la Lotería" fue objeto de elogios por parte de José Martí.
La pintura cubana del siglo XIX es caracterizada fundamentalmente por el dominio del naturalismo, la reproducción mimética de la realidad, tanto en color, proporciones, texturas, luces y sombras, la perfección del dibujo con pinceladas cuidadas, lamidas y recatadas, una presencia del contraste fondo-figura y la inexistencia del derroche de color, ni de la policromía.
Temas fundamentales: 
- El paisaje rural: Esteban Chartrand, Valentín Sanz Carta, Federico Américo, Miguel Arias, Federico Fernández Cavada, Gonzalo Escalante y Leopoldo Romañach.
- El costumbrismo: Víctor Patricio Landaluce.
- Lo religioso: José Nicolás de la Escalera.
- Lo histórico.
- Los retratos: Juan Bautista Vermay, Hércules Moreli, José Arburu Morell, Francisco Cisnero, Juan Jorge Peoli, Miguel Melero, Guillermo Collazo, Armando Menocal, Vicente Escobar.

## Artes plásticas en la República
Una larga lista de pintores formados en San Alejandro continúan la línea academicista, formal. Igual sucede con los escultores Ramos Blanco y Florencio Gelabert, por mencionar algunos. En otras partes de Cuba se cultiva también la pintura académica, pudiendo destacarse la obra de los pintores Mariano Tobeñas y Oscar Fernández Morera en el centro de la isla. No es hasta 1925 que la plástica cubana logra incorporarse a los planteamientos del arte contemporáneo, un grupo de pintores que había estudiado en San Alejandro, manifiesta la insuficiencia de su formación, viaja, fundamentalmente a Francia y en la Escuela de París recibe influencia del arte renovador.
El líder indiscutible de este grupo es Víctor Manuel quien es recibido con gran reprobación y escándalo, pero nadie puede negar la belleza de sus obras.
En 1927 se exponen en La Habana las obras del arte nuevo: el escultor Juan José Sicre en el mes de enero, Víctor Manuel en febrero, Antonio Gattorno en marzo y en mayo una exposición conjunta; a partir de ahí comienza una época llamada "Heroica" a la que se añaden: Carlos Enríquez, pleno de sensualismo, Eduardo Abela quien en el Machadato creó su famoso Bobo y después trabaja otros temas. Debemos también mencionar a Fidelio Ponce de León creador de una técnica lechosa con formas sombrías.
Todos estos pintores sufrieron no solo la incomprensión sino también la falta de un respaldo en la tradición pictórica del país. Muchos tratan de reflejar la conmoción social que existe en el país tanto en la pintura como en la escultura (Moret).
En 1937 Abela dirige el Estudio Libre de Pintura y escultura, son profesores Mariano Rodríguez y René Portocarrero que se interesan en afirmar lo nacional, la frustración política los hace replegarse quedando solo elementos formales del criollismo: medios puntos, rejas, gallos, vegetación.
Se adquiere el barroquismo en la línea y el color en los cuadros de Mariano, Portocarrero y Felipe Orlando. El incansable Portocarrero recibe con su obra "La Ciudad" el Premio Internacional Sombra en la Segunda Bienal de Sao Paulo, Brasil, en 1963.
Amelia Peláez influida por el cubismo utiliza temas cubanos, flores, frutas, etc., con intención decorativa.
Wifredo Lam regresa a Cuba al terminarse la Segunda Guerra Mundial trae el conocimiento de Picasso y el arte negro, el reencuentro con su país cristaliza su obra mundialmente famosa, las formas surrealistas facilitan su expresión terrible e imaginativa plasmada en su cuadro capital: "La Jungla" que forma parte del Museo de Arte Moderno de Nueva York.
Agustín Fernández destaca como integrante de la tercera generación de modernistas cubanos, catalogándose como artista surrealista. 
Luis Martínez Pedro de tendencia imaginativa y Ernesto González Puig con su cuidadoso trazado comienzan a exponer.
Rita Longa, Eugenia Rodríguez y Marta Arjona cultivan la línea escultural. 
En 1953 exponen los Once cuya técnica es la abstracción, donde solo cuentan los valores estrictamente pictóricos: Guido Llinás, Raúl Martínez, Antonio Vidal, Salvador Corratgé, Hugo Consuegra, Fayad Jamís, Pedro de Orá, Tomás Oliva, José A. Díaz Peláez, Francisco Antigua y Agustín Cárdenas

El Grupo de los Once estuvo inicialmente formado por René Ávila, José I. Bermúdez, Hugo Consuegra, Fayad Jamís, Guido Llinás, Antonio Vidal, Viredo (pintores), Francisco Antigua, Agustín Cárdenas, José Antonio y Tomás Oliva (escultores).
En 1963 Antonia Eiríz de estilo expresionista abstracto expone su obra. 
El fotógrafo Mayito demuestra su arte. Los escultores Francisco Antigua, Agustín Cárdenas y Tomás Oliva trabajan con hierros y desechos.
La pintura mural tiene exponentes en la Escuela Nacional de Arte, La Casa de Las Américas, el Hotel Habana Libre.
Blanco, Abela, Massaguer y J. David hacen de la caricatura una tradición que continúan Posada, Nuez, Chago y Guerrero.
El grabado es la dedicación de A. Eiríz, Peña, Gámez, Sosabravo, Lesbia Vent Boza, Canet y Zarza.
Raúl Martínez, Peña Tony Evora, Fremez, Roostgard, trabajan la litografía y los afiches.
La fotografía es la obra de Korda, Mayito, Ernesto Fernández, Salas, Nadal, etc.
En esta época se destacan los arquitectos: Eugenio Batista, Porro, Garatti, Gottardy (Escuela Nacional de Arte), Salinas Fernández y Montalbán (CUJAE).

## Las artes plásticas en el socialismo
A partir del momento en el cual se puso a debate el devenir histórico contemporáneo, las expresiones culturales y artísticas comenzaron también a mostrar cambios acelerados. En dicho proceso la Revolución incidió de manera decisiva, marcando un parteaguas en las producciones culturales y artísticas previas y posteriores.
La creación del consejo Nacional de Cultura, el Departamento de orientación Revolucionaria (DOR), el Instituto Cubano del Arte e Industria Cinematográfica (ICAIC), la Unión Nacional de Escritores y Artistas de Cuba (UNEAC), el CODEMA, estataliza el arte y lo encamina a ser propaganda política. Se atienden todas las opciones del Sistema de la Cultura en función del desarrollo del arte en función de la política. 
Las artes plásticas fueron testimonios del cambio acaecido y se sensibilizaron con la nueva proyección cultural y artística del proceso. Por supuesto, las expresiones plásticas se harán receptivas a todo este movimiento en derredor del hombre y los nuevos caminos de la historia y los tomará en cuenta en sus nuevos derroteros expresivos. 

### Década de los 60
La década del 60 presenta un marcado carácter épico y propagandístico, se hace eco de las nuevas tareas revolucionarias. En 1962 se fundan las Escuelas Nacionales de Arte (ENA), que da entrada a nuevas líneas de Educación Artísticas.
Durante esta década acaece el desarrollo de las líneas primitivistas, abstraccionistas, del pop y de otras vertientes que lidiaban con lo mágico. Hay una coexistencia de varias generaciones de artistas y la promoción de otros jóvenes como Carmelo González, Servando Cabrera Moreno, Ángel Acosta León, Antonia Eiriz, Fayad Jamás, Raúl Martínez, Juan Moreira, César Leal, Lorenzo Padilla Diaz,Umberto Peña, Juan Esnard Heydrich y Salvador Corratge.

### Década de los 70
Durante la década del 70 hay una ampliación de temáticas y lenguajes artísticos. Puede verificarse la influencia de algunas corrientes del arte contemporáneo como el expresionismo, el fotorrealismo, una línea inspirada en los sueños o la imaginación y el arte pop. El arte abstracto tiene un significativo desarrollo específicamente en sus vertientes óptica y cinética. 
Se destacan en esta época Pedro Pablo Oliva, Nelson Domínguez, Flora Fong, Roberto Fabelo, Gilberto Frómeta Fernández, Ever Fonseca y Manuel Mendive, Rafael Torres Correa

### Década de los 80
En la década del 80 ocurre una ampliación del concepto de Obra de Arte, al superarse la idea de arte como objeto estéticamente complaciente, aparece la instalación que se presenta como una combinación de varios géneros, con un uso del espacio ilimitado. Así el artista se comporta como teórico y analista de su propia obra.
Característico es que se trata de llevar el arte a la calle, hacerlo masivo y popular utilizando cualquier medio expresivo que contribuya a concretar los objetivos conceptuales del creador. El artista concibe estrategias de inmediatez, como la agresión o la burla, para provocar la participación del público.
Temas fundamentales:
- El propio Arte.
- El sexo.
- La política.
- Las Instituciones.
- La religión.
- La sociedad.
- La cultura popular.

### Década de 1990
Desde la herencia conceptual de los 80 se propone revalorizar los géneros individuales preocupados por la vuelta al oficio por parte del artista. Las nuevas estrategias de comportamiento del creador se desplazan hacia el cinismo, la simulación, la pose. 
Con el período especial, el arte problematiza sobre las condiciones socioeconómicas y se crea un gran interés de los artistas por vincularse a los circuitos de mercado y consumo de obras de arte. Existe un gusto por el objeto terminado y estéticamente agradable que muchas veces se enfatiza el contenido del mensaje.

### Década del 2000
La década del 2000 para las artes visuales cubanas, ha estado ligada a los cambios sociales que han sucedido en la isla en los últimos años. Ha habido nuevas aperturas de mercado, se ha mantenido el apoyo estatal al desarrollo de las artes visuales, han surgido nuevas formas de gestión de subvenciones, ha habido tensiones y confrontaciones políticas de todo tipo. A partir del año 2008, inspirados en la posibilidad del ejercicio del cuentapropismo, las galerías privadas y espacios alternativos tomaron la iniciativa, y en la actualidad han desplazado en interés a las instituciones culturales. 
En años recientes Cuba ha estado en el foco de atención de todo el mundo, debido al intento de normalización de las relaciones entre Cuba y Estados Unidos. Muchos famosos han visitado la isla y en dos años hubo una explosión desmedida del turismo. Con ello aumentó el interés hacia el arte cubano. 
Uno de los hechos de más repercusión mediática del período fue la obra El susurro de Tatlin de la artista Tania Bruguera, a finales de 2014. En mayo de 2015 Galleria Continua crea una sede en La Habana, y sucesivamente han mostrado en Cuba exposiciones de artistas de talla mundial como Michelangelo Pistoletto, Anish Kapoor, Jannis Kounellis, Daniel Buren, entre otros.
Entre los artistas emergentes más importantes se encuentran Alejandro Campings, Yornel J. Elías, Michel Pérez (Pollo), Celia y Yunior, Reynier Leyva Novo, Grethell Rasúa, Susana Pilar Delahante, Yaque, Fidel García, Javier Castro, Carlos Martiel, Mabel Poblet, Leandro Feal, Marcel Márquez, Adonis Ferro, Yonlay Cabrera, Yohy Suárez, Néstor Siré, Luis Manuel Otero Alcántara, Los Carpinteros, Glenda León, Rachel Valdés y Alexandre Arrechea.
De igual manera, una nueva generación de críticos y curadores ha surgido, insertándose en nuevos circuitos públicos y privados, tanto dentro como fuera de la Isla. Se trata de una generación que, con nuevas morfologías y dinámicas de gestión, comienza a modificar y resituar el arte cubano emergente. Una de las jóvenes figuras que representa este fenómeno es la curadora, galerista y crítica de arte Yuri González, graduada de la Universidad de Oriente y radicada entre los mayores coleccionistas de la ciudad de Miami, cuna del mercado del arte cubano.
Con el desarrollo de las tecnologías informáticas han surgido nuevos creadores gráficos que se han dedicado a usarlas para recrear la realidad, la fantasía, la vida en todas sus manifestaciones. Dentro de tales creaciones ha surgido la pintura digital, manifestación que no posee tantos cultores, o que no se conocen tanto sus autores debido a las dificultades de exponer sus obras, bien porque no existen suficientes galerías virtuales, o porque no hay manera de imprimir esas obras en formatos acequibles, por carencia de tecnología.

### Pintores, grabadores, escultores y fotógrafos cubanos del Siglos XX y XI
1. ↑  Paul-Llosa, Ricardo y Damian, Carol: Form’s Transgressions : The Drawings of Agustín Fernández (p. 6). Estados Unidos: Universidad Internacional de Florida, 2013.
2. ↑  "El Impacto de los Once" Por CARLOS M. LUIS

- A
  - Eduardo Abela
  - Jorge Arche Silva
  - Ángel Alfaro
  - Juan Antonio Abréu Felippe
  - Juan Abreu
  - José Manuel Acosta Bello
  - José Ángel Acosta León
  - Gustavo Ramón Acosta Pérez
  - José Agraz Solans
  - Alejandro Aguilera González
  - Carlos René Aguilera Tamayo
  - José Julián Aguilera Vicente
  - Óscar Laureliano Aguirre Comendador
  - Raúl Marcelino Alfaro Torres
  - Carlos José Alfonzo Espina
  - Mario Algaze
  - Manuel Almagro Urrutia
  - Rubén Alpízar Quintana
  - Roberto Álvarez Ríos
  - Roberto Jesús Alvares Ríos
  - Pedro Reinaldo Álvarez Castelló
  - Lucía Álvarez Castellón
  - Eufemia Álvarez del Castillo
  - Juan Ricardo Amaya Pereda
  - Enrique Angulo Castro
  - Francisco Lázaro Antigua Arencibia
  - Roger Sebastián Aquilar Labrada
  - Jorge Arango Romero
  - Néstor Félix Arenas Correa
  - María Ariza Delance
  - Marta Arjona Pérez
  - Santiago Rafael Armada Suárez
  - Armando de Armas Romero
  - Pedro Arnaldo Arrate González
  - Alexandre Arrechea
  - Ramón Arroyo Cisneros
  - Enrique Ávila González
  - René Salusitano Ávila Valdez
  - Esteban Ayala Ferrer
  - Belkis Ayón Manso
  - Manuel Azcuí
  - Nicasio Aguirre
  - Atilano Almenteros
  - Hilda Alvares
  - Lidia Aguilera
- B
  - Rubén Berland
  - Diana Balboa
  - Ricardo Brey
  - Juan Pablo Ballester
  - Abel Barroso Arencibia
  - José Braulio Bedia Valdés
  - Agustín Bejarano
  - Adigio Benítez Gimeno
  - Ernesto Benitez
  - José Ignacio Bermúdez Vázquez
  - Cundo Bermúdez
  - Francisco Bernal Pérez
  - José Bernal
  - Milton Bernal
  - Rafael Blanco Estera
  - Noel Guzmán Boffil Rojas
  - Ángel Boligán
  - Pablo Amancio Borges Delgado
  - Juan Boza Sánchez
  - Julio Breff Guilarte
  - José Adriano Buergo Ortiz
  - Niurka Bou López
  - Natalia Bolívar Aristegui
  - Vicente Bonachea
  - Pedro Betancourt Montalvo
- C
  - Osvaldo Cabrera del Valle
  - Oscar Carballo
  - Omar Corrales Mora
  - Alicia de la Campa
  - Luis Fernando Cabrera Hernández
  - Servando Cabrera Moreno
  - Humberto Calzada Coro
  - Jorge R. Camacho Lazo
  - María Magdalena Campos Pons
  - Pablo Daniel Cano Fernández
  - Iván Cañas
  - Enrique Caravia Montenegro
  - Amelia del Carmen Carballo Moreno
  - Agustín Cárdenas Alfonso
  - Alberto Jorge Carol Yániz
  - Mario Carreño
  - Ramón Alberto Carulla Trujillo
  - Manuel Castellanos López
  - Raúl Corrales Fornos
  - Humberto Jesús Castro García
  - Sandra Amelia Ceballos Obaya
  - Mirta Cerra Herrera
  - José Cid Rodríguez
  - Hugo Consuegra Sosa
  - José Manuel Contino Pérez
  - Manuel Couceiro Prado
  - Luis Salvador Cruz Azeta
  - Carlos Alberto Cruz Boix
  - Liliam Cuenca González
  - Arturo Cuenca Sigarreta
  - Luis Cabrera
  - Salvador Corratge
  - Antonio Canet
  - Guillermo Collazo
  - Esteban Chartrand
  - Luis Eduardo Campanioni
  - Gladis Castañeda
- D
  - Sandú Darié Laver
  - Juan Eduardo David Posada
  - José Delarra
  - Ana Albertina Delgado Álvarez
  - Roberto Diago
  - José Ramón Díaz Alejandro
  - Mario Luis Díaz Bencomo
  - Fernando Díaz Domínguez
  - Maité Díaz González
  - Mario René Díaz Leyva
  - José Antonio Díaz Peláez
  - Nelson Domínguez
  - Agustín Drake Aldama
  - Benjamín Duarte Jiménez
  - Dulce Beatriz
  - Asbel Dumpierre Gómez
  - Pedro Dopico
  - Carlos M. Díaz Gámez
  - Alberto Díaz Gutiérrez ( KORDA)
- E
  - Nelson Alfonso Egüed
  - Antonia Eiriz Vazquez
  - Juan Francisco Elso Padilla
  - Carlos Enríquez
  - Eberto Escobedo Lazo
  - Viredo Espinosa
  - Juan Tomás Esson Reid
  - Ramón Estalella Pujolá
  - Gabriel Roberto Estupiñán Vera
  - Roberto Estupiñan
- F
  - Roberto Fabelo
  - Gilberto Frómeta
  - Emilio Falero
  - Samuel Feijóo
  - Agustín Fernández
  - Albino Fernández
  - Jesse A. Fernández
  - Ernesto Fernández
  - Armando Fernández
  - Arístides Fernández
  - Ever Fonseca
  - Flora Fong
- G
  - Ana Rosa Gutiérrez Martínez
  - Víctor Manuel García Valdez
  - Tomás González Pérez
  - Carmelo González Iglesias
  - Carmelo González Gutiérrez
  - Flavio Garciandía
  - Ernesto García Peña
  - Ramón Grandal
  - Justo Amable Garrote
  - Mario García Joya (Mayito)
  - Roberto González Fernández
  - Rocío García
  - Enrique Giovanni Miralles (Tente)
  - Julio Girona
  - Ernesto González Puig
  - Mario Gallardo Muñoz
  - Antonio Gatorno Águila
  - Julia González
  - Teresita Gómez Valle
- H
  - Mykel Herrera
  - Arístides Esteban Hernández Guerrero
  - Julio Herrera Zapata
  - Carmen Herrera
  - Juan Esnard Heydrich
  - Damian Hidalgo Buite
  - Pedro Hernández
- J
  - Fayad Jamís
  - Julia Emilia Valdés Borrero
  - José Ángel Rosabal Fajardo
  - José Rodríguez Fuster
  - Ruperto Jay Matamoros
  - Jesse de los Rios
  - Isabel Jimeno
- L
  - Pablo Labanino
  - Rogelio López Marín (Gory)
  - Wifredo Lam
  - Julio Larraz
  - Aramis Lorié
  - Arnaldo Larrinaga
  - Esteban Leyva
  - Rolando López Dirube
  - Manuel López Oliva
  - Ernesto López Sao
  - Alexis Leiva Machado (Kcho)
  - Maisel López
  - Rita Longa
  - Alfredo Lozano
  - Holbein López
  - Cesar Leal
  - Isolina Limonta
  - Alicia Leal Veloz
  - Nélida López
- M
  - Arturo Montoto
  - Ana Mendieta
  - Manuel Mendive
  - Armando Menocal
  - Eduardo Michaelsen
  - Jorge Martell
  - José Mijares
  - Víctor Miquel Moreno Piñeiro
  - Raúl Martínez
  - Félix Mas
  - Aldo Menéndez González
  - Thelvia Marín Maderos
  - Víctor Manuel García
  - Cesar Mazola
  - Alberto Menchaca
  - Luis Martínez Pedro
  - Raúl Milian
  - José Masiques Núñez
  - Gilma Madera Valentis
  - Jackeline Maggie
  - María Consuelo Mendoza Fortuna
  - Eduardo Melón
  - Lázaro Maqueira
- N
  - Denis Núñez Rodríguez
  - Glexis Novoa
- O
  - Pedro Pablo Oliva
  - Raimundo Orozco
  - Pedro de Oraá
  - Manuel Oliva
- P
  - Amelia Peláez
  - Cosme Proenza
  - Luis Peñalver Collazo
  - Francisco Rafael Paneca Cano
  - Alberto Pauste
  - Lorenzo Padilla Diaz
  - Gina Pellón
  - Umberto Peña
  - José Pérez Olivares
  - Roberto Pino Sepúlveda
  - Fidelio Ponce de León
  - René Portocarrero
  - Eleomar Puente Carbonell
  - Jose Luis Posada Medio
  - Juan Miguel Pozo Cruz
  - René Peña
  - Armando Posse
  - Marcelo Pogolotti
  - Isaury Paulet Quevedo
- Q
  - Pablo Raúl Quert Álvarez
- R
  - Juan Antonio Rodríguez Olivares
  - Ángel Ramírez
  - Eduardo Roca (Choco)
  - Elio Rodríguez
  - Tomás Rafael Rodríguez Zayas
  - Mariano Rodríguez
  - Manuel Rodulfo Tardo
  - Agustín Rolando Rojas Leyva
  - Rafael Zarza González
  - Joel Humberto Rojas Pérez
  - Leopoldo Romañach Guillén
  - Rigoberto Romero Carmonal
  - Gilberto Andrés Romero Pino
  - Félix Vicente Ronda Rivero
  - Adalberto Roque Velázquez
  - Zaida del Río
  - José Rosabal
  - Teodoro Ramosblanco
  - Eugenio Rodríguez
  - Jorge Rigol
  - Fausto Ramos
  - Domingo Ravenet
- S
  - Aldo Soler
  - Alfredo Sosabravo
  - Juan Sánchez
  - Baruj Salinas
  - Zilia Sánchez Domínguez
  - Emilio Sánchez Font
  - José Sánchez Iraola
  - Tomás Sánchez Requeiro
  - Juan José Sicre
  - Lázaro Saavedra
  - Mariano Suárez del Villar
  - Yampier Sardiñas
  - Waldo Saavedra
  - Lolo Soldevilla
  - Yohy Suárez
- T
  - Juan Tapia Ruano
  - Mariano Tobeñas
  - Carlos del Toro Orihuela
  - José Omar Torres López
  - Mateo Torriente Bécquer
  - Gladys Triana Pérez
  - Julio Trujillo Pérez
- U
  - Enrique de la Uz López
- V
  - Zenen Vizcaino Ortiz
  - Andrés Valerio
  - Elisa Valerio
  - Hector Veloz
  - Juan Carlos Verdial Soltura
  - Luis Miguel Valdés Morales
  - Jaime Valls Díaz
  - Juan T. Vázquez Martín
  - José Lázaro Vázquez Xene
  - Luis Vega de Castro
  - Ernesto Félix de la Vega Pujol
  - Fernando Velázquez Vigil
  - Lesbia Claudina Vent Dumois
  - Antonio Vidal Fernández
  - Manuel Vidal Fernández
  - Hilda Aurora Vidal Valdés
  - José Manuel Villa Castillo
  - José Ramón Villa Soberón
  - Nelson Villalobo Ferrer
  - Bernardo Villamil
  - Juan Pablo Villar Alemán
  - Héctor Villaverde Afú
  - Pedro A. Vizcaíno Martínez
  - Dario Viejo
  - Juan Manuel Velázquez Fernández (Juanma)
  - Roberto Villacampa
- Z
  - Rafael Zarza